# Gare de Bordeaux-Bastide
Gare de Bordeaux-Bastide egy bezárt vasútállomás Franciaországban, Bordeaux településen, a La Bastide negyedben.

## Története
1852-ben nyitotta meg a Compagnie des chemins de fer d'Orléans a Bordeaux-Párizs-vasútvonal déli végállomásaként. A Garonne jobb partján lévő végállomást és a hozzá tartozó vasúti létesítményeket 1955 után már nem használták személyforgalomra. A város bal parti történelmi központjának közvetlen szomszédságában való elhelyezkedése az évtizedes hanyatlás után az urbanisztikai átrendezés megfontolásaihoz vezetett (ZAC Coeur de Bastide, 1997). Bár a történelmi állomásépület 1984-ben felkerült a védett műemlékek listájára (Inventaire supplémentaire des Monuments historiques), az U alakú épület magját alkotó, 1940-ben lebontott, 90 méter hosszú üvegcsarnok már nem létezik. M. Darru építész és Pépin-le-Haleur mérnök munkáját az ezredfordulón Mégarama néven egy 17 moziteremmel és több étteremmel rendelkező multiplex mozivá alakították át, és a neoklasszicista homlokzatot diszkréten a Garonne felé emelték. A felszabadult vasúti sínek fejlesztési lehetőségeket kínáltak a központhoz közeli új (felsőbb osztályú) La Bastide negyed számára.